# 勐简乡
勐简乡（佤语：meng gieng:982），是中华人民共和国云南省临沧市耿马傣族佤族自治县下辖的一个乡镇级行政单位。

## 行政区划
勐简乡下辖以下地区：
勐简村、班望村、迎门寨村、大寨村和老厂村。